# Procleomenes brevis
Procleomenes brevis là một loài bọ cánh cứng trong họ Cerambycidae.